# Rationalismus
Rationalismus (lateinisch ratio Vernunft) bezeichnet verschiedene erkenntnistheoretische Strömungen und Projekte, die das rationale Denken beim Erwerb und bei der Begründung von Wissen für vorrangig oder für allein hinreichend halten. Damit verbunden ist eine Abwertung anderer Erkenntnisquellen, etwa Sinneserfahrung (Empirie) oder religiöser Offenbarung und Überlieferung.
In der Philosophiegeschichte wird „Rationalismus“ im engeren Sinne meist als Etikett für Denker wie René Descartes, Baruch de Spinoza oder Gottfried Wilhelm Leibniz verwendet, um sie den Vertretern des (britischen) Empirismus (u. a. Thomas Hobbes, John Locke und David Hume, gelegentlich sogar George Berkeley) gegenüberzustellen; diese Etikettierungen sind zwar traditionell üblich, werden inzwischen aber von zahlreichen Philosophiehistorikern in Frage gestellt. Diese Denker wandten rationalistische Prinzipien auch in anderen Bereichen der Philosophie, wie in der Metaphysik und der Ethik an. In der Spätaufklärung setzten katholische Denker rationalistische Methoden ein, um aus Dogmen komplexe Lehrsysteme zu errichten.
In der Erkenntnistheorie des dialektischen Materialismus galten die positiven Momente des Rationalismus als „aufgehoben“ und der Rationalismus als erkenntnistheoretische Haltung „überwunden“. Positionen, die der auf sich gestellten menschlichen Vernunft nur für begrenzte Gegenstandsbereiche oder gar kein objektives Wissen zutrauen, wie etwa die Spielarten des Irrationalismus und der „Vernunftskepsis“, die auch einigen Vertretern der Postmoderne zugeschrieben werden, gelten als „anti-rationalistisch“.
In anderen Kontexten der Philosophie wird „Rationalismus“ auch systematisch, ohne zwingend historische Bezüge gebraucht: in der Epistemologie für Positionen, für die Wissen aus reiner Vernunft möglich ist (ein Vertreter dieser Position ist etwa Laurence BonJour); oder in der Metaethik für Positionen, die für moralisches Handeln verlangen, dass es nach rationalen Strukturen rekonstruierbar ist und dass ein moralisches Urteil von den Normen für moralische Begründungen abhängt. Abweichende Bedeutung nimmt der Begriff Rationalismus auch in der Religionsphilosophie ein (s. den Abschnitt zur Verwendung in Religionsphilosophie und Theologie).

## Begriffsverwendung

### Rationalismus als frühneuzeitliche Strömung
Bereits in dem frühsten Begriffsbeleg von 1539 ist der Rationalist jemand, „der dem reinen Denken größere Bedeutung für die Erkenntnis beimißt als der Erfahrung“. Der frühneuzeitliche Rationalismus vertritt die Ansicht, dass der Verstand die objektive Struktur der Realität erkennen kann, sowohl auf physikalischem, metaphysischem als auch moralischem Gebiet und dass dabei auf ein Wissen vor jeder Sinneserfahrung (Wissen a priori) zurückgegriffen wird. In seinen Argumentationsformen folgt er den Beweisverfahren der klassischen Geometrie (more geometrico). Der frühneuzeitliche Rationalismus führt dabei verschiedene scholastische Positionen fort. Historisch lässt man den Rationalismus üblicherweise mit René Descartes beginnen und kennzeichnet Gottfried Wilhelm Leibniz und dessen Rezipienten als Hauptvertreter (Georg Friedrich Meier, Alexander Gottlieb Baumgarten, Christian Wolff u. a.).
Einen zeitgenössischen Gegenbegriff stellte der „Empirismus“ dar, womit die Auffassung gemeint ist, dass alle Erkenntnis primär auf sinnlicher Wahrnehmung beruhe und es kein Wissen a priori gebe (tabula rasa). Die nachträgliche Gegenüberstellung von Rationalismus und Empirismus entstammt aber erst der Zeit Ende des 18. Jahrhunderts. Vertretern beider Positionen war gemeinsam, dass sie die Offenbarung als Quelle von Weltwissen für überflüssig hielten oder ablehnten. Der Gegensatz zwischen Rationalismus und Empirismus wird klassisch wie folgt beschrieben: Ein Rationalist legt seiner philosophischen Welterklärung vor allem deduktive Schlussfolgerungen zu Grunde, während ein Empirist nur Hypothesen akzeptiert, die sich induktiv durch nachvollziehbare Beobachtungen bestätigen lassen.
Es ist aber nicht pauschal so, dass als Rationalisten bezeichnete Autoren die sinnliche Erfahrung als Erkenntnisquelle generell ablehnen würden – und Empiristen die Vernunft. Tatsächlich sind in den Texten rationalistischer Philosophen immer auch empiristische Elemente zu finden und umgekehrt.

### Rationalismus in Religionsphilosophie und Theologie
Im Kontext von Religionsphilosophie und Theologie bezeichnet „Rationalismus“-Positionen, die der menschlichen Vernunft ein Wissen vom Göttlichen zutrauen und die eine philosophische Theologie, ohne die Voraussetzung einer Offenbarung oder Gnade, für zulässig und durchführbar halten. Ein alternativer Name für diese Positionen ist auch „Intellektualismus“. Eine solche Position ist eng mit bestimmten theologischen Inhalten verbunden, die als Folge oder als Voraussetzung des rationalen Zugangs gelten können, z. B. dass göttliches Wollen und Handeln logischen und metaphysischen Regeln folgt und aus Gründen geschieht. Dazu tritt üblicherweise die Annahme stabiler und erkennbarer ontologischer Strukturen und moralischer Prinzipien und Kriterien, denen sich der Göttliche Wille fügt oder die ihm entsprechen, was dazu führen kann, dass Gott von einigen Vertretern mit einer Art höchster Vernunft identifiziert wird. Die Gegenpositionen vertreten demgegenüber, dass das göttliche Wollen und Handeln völlig willkürlich erfolgt (Voluntarismus), oder dass die einzelnen Zeitmomente je momentan von Gott verursacht werden und nur scheinbar einen Ablauf von Ereignissen darstellen (Okkasionalismus). Beide Gegenpositionen wollen damit erreichen, dass der göttliche Wille an keine logischen oder sonstige Prinzipien gebunden ist und somit rational unverständlich bleiben muss. Sowohl in der islamischen Theologie wie der christlichen Scholastik und der rationalen Theologie der Aufklärungsepoche werden derartige Kontroversen debattiert.
In etwas abweichender und eher selten gewordener Verwendung kann „Rationalismus“ in der Theologie oder Theologiegeschichte auch meinen, dass z. B. Aspekte der Personalität des Göttlichen, die sich (tatsächlich oder vermeintlich) nicht mit starken Ansprüchen einer Rationalisierbarkeit vereinbaren lassen, für verzichtbar gehalten werden. Umgekehrt wird dann z. B. von „Voluntarismus“ gesprochen, wenn das Göttliche durchaus als Person mit Willen, Ausübung von Handlungen usw. beschrieben bzw. konzipiert wird.

## Ideengeschichte

### 16.–17. Jahrhundert
Der Rationalismus knüpft in vielem an die Begrifflichkeit und Methode der lateinischen Scholastik an, beansprucht für sich aber, ein selbständiger Neuansatz zu sein. Dem ging ein sich vor allem im Frankreich des frühen 17. Jahrhunderts ausbreitender Unmut über angebliche „unfruchtbare Spitzfindigkeiten“ scholastischer Debatten voraus; dieser Unmut ist auch auf einen allgemeinen Wunsch nach Beendigung der konfessionellen Konflikte zurückzuführen. Die mit metaphysischen Argumenten bestrittenen theologischen Debatten würden, so ein damals häufig vorgebrachter Vorwurf, lediglich dem moralischen Skeptizismus den Weg bereiten. Demgegenüber versuchte der Rationalismus, methodisch strikt nachvollziehbar zu argumentieren und in der Begründung auf die Interpretation von Autoritäten zu verzichten. Dabei erfolgte eine Verschiebung der thematischen Aufmerksamkeit von der religiösen Heilslehre hin zur technischen Naturbeherrschung, wie es Francis Bacon vorgeschlagen hatte.
Der erkenntnistheoretische Rationalismus fand auch in anderen Bereichen der Philosophie Anwendung, etwa der Ethik und der Rechtsphilosophie. So wurde die Meinung vertreten, dass sich die elementaren Grundsätze menschlicher Moral und des Naturrechts aus reiner Vernunft ergäben (siehe Samuel von Pufendorf, Thomas Hobbes, Baruch de Spinoza, im weiteren Sinne auch Immanuel Kant, G. W. F. Hegel u. a.). In der Religionsphilosophie folgte zunächst der Deismus rationalistischen Ansätzen, wenn er fundamentale religiöse Prinzipien postuliert, die erkennbar seien. Das lässt eine historische Offenbarung überflüssig erscheinen und führte zum theologischen Rationalismus.
Als Begründer des klassischen Rationalismus (auch als „Intellektualismus“ bezeichnet) gilt René Descartes, der dabei wichtige Anregungen von Marin Mersenne erhielt. Descartes beginnt eine Reformation von Wissenschaft und Philosophie nach dem Vorbild der Geometrie. Dabei dient ihm der axiomatische Aufbau von Euklids Elementen als Muster. Demnach lassen sich universelle Grundsätze mit Hilfe des Verstandes aus Grundbegriffen erschließen. Alle übrigen Fragen der Philosophie und Naturwissenschaften können durch Deduktion von Theoremen aus diesen Grundsätzen und deren Anwendung auf spezifische Probleme (Korollare) beantwortet werden. Descartes behauptete, dass solche Grundsätze mit Hilfe der Sinneswahrnehmung nicht erschlossen werden könnten. Die sinnliche Wahrnehmung wurde als eine vom Verstand unterschiedene Quelle der Wahrnehmung betrachtet, die aber nur unscharfe und ungewisse Erkenntnisse hervorbringt, die vor Descartes’ methodischem Zweifel keinen Bestand haben. Die Herkunft dieser Grundbegriffe bzw. die Frage, was zu ihrem Umfang gehört, war eine offene Frage des rationalistischen Forschungsprogramms.
In dieser Phase standen dem Rationalismus moralische Skeptiker wie Pierre Bayle oder Apologeten wie Blaise Pascal entgegen, die dem Verstand und der Vernunft die Fähigkeit absprachen, zu allgemein gültigen und unbezweifelbaren Sätzen über die Moral oder das Verhältnis von Seele, Welt und Gott zu erlangen.

### 18. Jahrhundert
Nicolas Malebranche in Frankreich, der niederländische Philosoph Baruch Spinoza und der deutsche Universalgelehrte Gottfried Wilhelm Leibniz und andere entwickelten den cartesianischen Rationalismus weiter und begründeten seine Position als philosophische Hauptströmung an den kontinentaleuropäischen Universitäten des 18. Jahrhunderts. Dabei gerieten sie nicht nur in Konflikt mit orthodoxen Positionen aller christlichen Konfessionen, sondern auch mit Anhängern des Materialisten Pierre Gassendi, des Empiristen John Locke oder etwa den Schülern Isaac Newtons, wenn auch zum Teil nur aus wissenschaftshistorischen Zufällen (z. B. dem Prioritätsstreit).
Der Empirismus stellte die Grundbegriffe der Rationalisten in Frage, gerade weil diese nicht aus der Sinneswahrnehmung stammen sollten. Dem Empiristen zufolge kann – grob gesprochen – aber nur das als Erkenntnis anerkannt werden, was aus Beobachtungen abgeleitet wurde und durch sie bestätigt wird. Der erkenntnistheoretische Skeptizismus von David Hume nimmt die Kritikpunkte, die beide Strömungen gegeneinander vorbringen, gleichermaßen auf: empiristische Induktion kann nicht zu streng allgemeingültigen Sätzen führen; die rationalistische Deduktion ruht auf ungewissen Voraussetzungen. Der Rationalismus findet schließlich bei Christian Wolff zu einem System von enzyklopädischer Vollständigkeit.
Immanuel Kant, auch ein Vordenker der Aufklärung, verstand seine Transzendentalphilosophie ausdrücklich als eine Vermittlung von Rationalismus und Empirismus. Der deduktiv-rationalistische Aufbau wird unter verschiedenen Vorbehalten auch dann akzeptiert, wenn für Grundbegriffe keine Grundlage aus Wahrnehmungen der Sinne vorliegt, allerdings nur dann, wenn diese Begriffe aus einer Analyse von transzendentalen Strukturen der Vernunft und der Wahrnehmung selbst stammen, also aus einer Kritik der reinen Vernunft. Die Grundstrukturen der erkennbaren Welt können so in Grundsätzen ausgesprochen werden, die als synthetische Urteile a priori aus der Verbindung der Formen der Sinnlichkeit und des Verstandes hervorgehen. Sinnlichkeit und Vernunft sind für Kant keine separaten Stränge der Erkenntnis, sondern gemeinsam die „Stämme“ der in vernunftmäßige Regeln passenden Erfahrung.

### 19. Jahrhundert – Gegenwart
Rationalistische Positionen sind gegenwärtig Teil in unterschiedlichen Erkenntnistheorien, in den überwiegend deutschen Diskurstheorien, in ökonomischen Theorien wie der Spieltheorie und der Rationalen Entscheidungstheorie und in überwiegend anglo-amerikanischen Theorien internationaler Beziehungen. Dabei handelt es sich jedoch nicht immer um rationalistische Positionen im engeren Sinne (s. o.), gemeinsam ist ihnen aber, dass sie Rationalität in Denken und Handeln voraussetzen. Der Unterschied zwischen Rationalismus und Rationalitätstheorien wird jedoch auch von den Gegnern dieser Positionen oft nur unscharf gesehen. Das zeigt sich mit Blick auf den Irrationalismus, der seit der Mitte des 19. Jahrhunderts (in der Romantik) als Gegenbegriff aufgebaut wurde.
Im Rahmen der Kulturkritik entfaltete sich eine breite Kritik am Rationalismus, u. a. bei Oswald Spengler und bei Martin Heidegger, später bei zahlreichen Philosophen der französischen Nietzsche-Rezeption und des Poststrukturalismus mit recht unterschiedlichen Stoßrichtungen. Gegen diese Positionen und in Bezug auf weitere philosophische Entwicklungen haben sich in verschiedenen systematischen Bereichen rationalistische Neuansätze gewandt, so u. a. bei modernen Vertretern des Theologischen Rationalismus oder des Kritischen Rationalismus im Bereich der Wissenschaftstheorie.
Dabei kommt es oft zur kritischen Ausdifferenzierungen des Rationalitätsbegriffs. Besonders einflussreich ist die „kommunikative Rationalität“, wie sie von Jürgen Habermas geprägt und mit Karl-Otto Apel und vielen anderen Philosophen gemeinsam entwickelt wurde. Julian Nida-Rümelin vertritt im deutschen Sprachraum prominent eine „strukturelle Rationalität“, auf der sich auch seine „rationale Ethik“ gründet. In den Arbeiten von Herbert Schnädelbach werden drei basale Typen der Rationalität benannt; die durch ihn angestoßene Debatte unterscheidet mittlerweile rund fünfzig verschiedene Rationalitätstypen.